# Myadestes
Myadestes es un género de aves paseriformes perteneciente a la familia Turdidae. Sus miembros se denominan comúnmente solitarios o clarines. Son pájaros de tamaño mediano y en su mayoría insectívoros. Se encuentran por toda América y las islas Hawái. Varias especies y subespecies isleñas se han extinguido.

## Especies
Se distinguen las siguientes especies:
- Myadestes townsendi (Audubon, 1838) — solitario norteño,[4]
- Myadestes occidentalis Stejneger, 1882 — solitario dorsipardo,[4]
- Myadestes elisabeth (Lembeye, 1850) — solitario cubano;[4]
  - Myadestes elisabeth retrusus, solitario de isla de Pinos (probablemente extinto, finales décadas 1930, o ¿1970?);
- Myadestes genibarbis Swainson, 1838 — solitario gorgirrufo;[4]
- Myadestes melanops Salvin, 1865 — solitario carinegro;[4]
- Myadestes coloratus Nelson, 1912 — solitario variado,[4] solitario enmascarado;
- Myadestes unicolor Sclater, 1857 — solitario unicolor,[4]
- Myadestes ralloides (d'Orbigny, 1840) — solitario andino;[4]
- Myadestes myadestinus (Stejneger, 1887) — solitario kamao;[4] (probablemente extinto, ¿década de 1980?);
- Myadestes lanaiensis (Wilson, 1891) — solitario olomao;[4]
  - M. lanaiensis rutha — solitario olomao de Molokai (probablemente extinto, ¿década de 1980?);
  - M. lanaiensis lanaiensis — solitario olomao de Lanai — (extinto, 1931-1933);
  - M. lanaiensis woahensis, (Bloxam, 1899) — solitario amaui (extinto, 1850). Tanto Zoonomen como IOC lo consideran subespecie.
- Myadestes obscurus (J. F. Gmelin, 1789) — solitario omao;[4]
- Myadestes palmeri (Rothschild, 1893) — solitario puaiohi;[4]